# Heteropsis flexuosa
Heteropsis flexuosa ou cipó-titica é uma planta pertencente à família Araceae.
Heteropsis flexuosa é um cipó utilizado pelos povos indígenas da América do Sul para fazer a borda do cesto.

## Sinónimos
- Anthurium flexuosum (Kunth) Kunth
- Heteropsis flexuosa var. flexuosa
- Heteropsis jenmanii Oliv.
- Pothos flexuosus Kunth